# Tomás de Suria

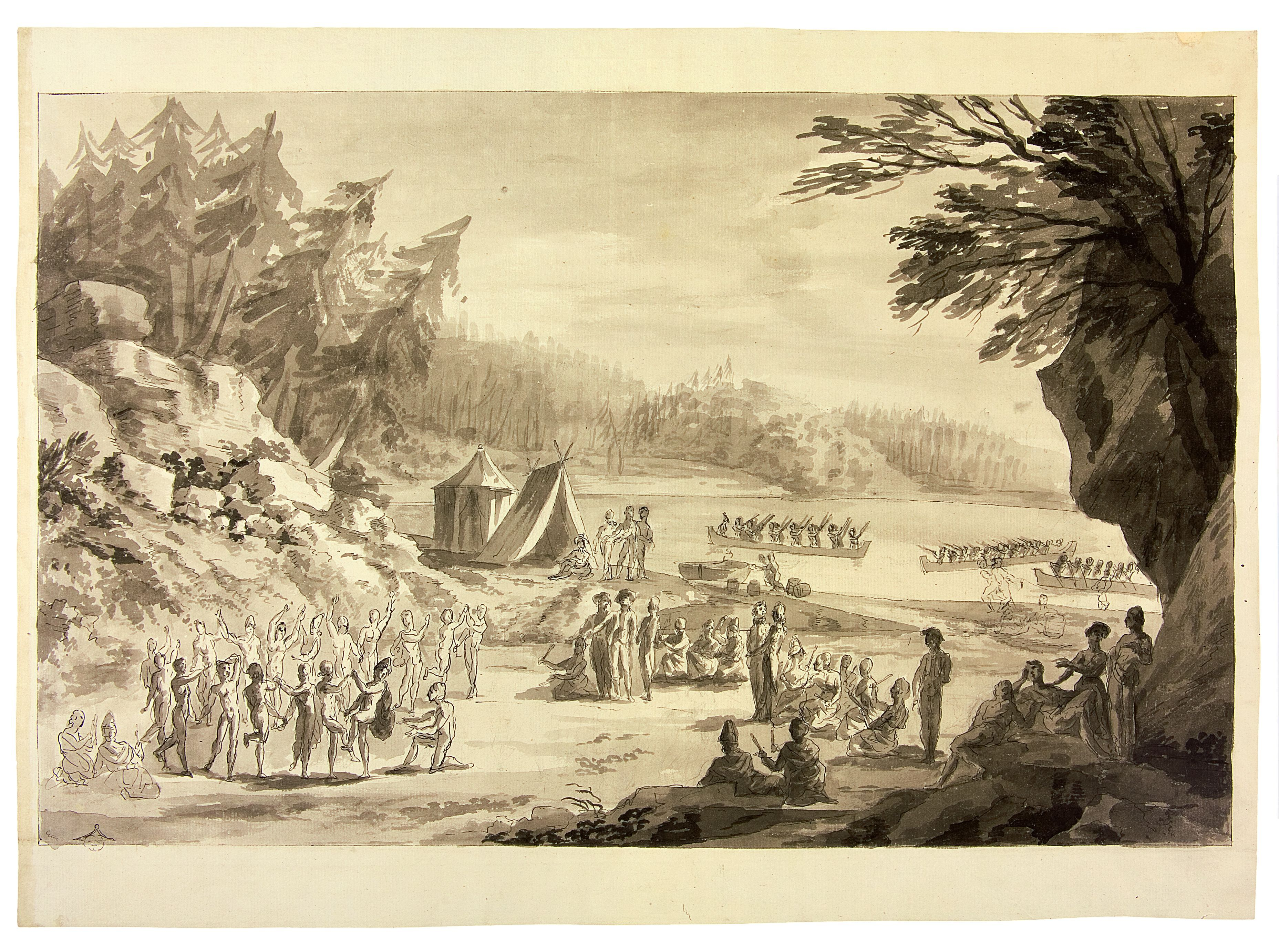
Baile en la playa. Fiesta organizada por Tlupananuhl. Isla de Nutca, Columbia Británica, Canadá. Dibujo a pluma y aguada sepia tomado durante la expedición Malaspina, 1789-1804. Museo Naval de Madrid.

Tomás de Suria o Suría (Madrid, 1761-México, 1844) fue un dibujante, grabador y medallista español afincado en México. Participó como dibujante en la expedición Malaspina a la que se incorporó en Acapulco en 1791 y acompañó hasta Alaska.

## Biografía
Alumno de Jerónimo Antonio Gil en la Real Academia de Bellas Artes de San Fernando, en la que ingresó en octubre de 1773, en 1778 acompañó a su maestro a la Nueva España con la misión de fundar en ella una escuela de grabado conforme al modelo de la madrileña. Desde el momento de su llegada a México trabajó como tallador de la Real Casa de Moneda. En México contrajo matrimonio con María Josefa Fernández de Mendoza y en el momento de incorporarse a la expedición Malaspina tenía dos hijos.
Tras despedir a los dos dibujantes que lo habían acompañado desde España, y a la espera de que se incorporasen los italianos Juan Ravenet y Fernando Brambila enviados para sustituirlos, Malaspina solicitó en octubre de 1790 al conde de Villagigedo, virrey de la Nueva España, que le proporcionase un dibujante «que fuera muy útil para la comisión [...] persona experta en el dibujo y en la perspectiva, aunque no lo fuese en el colorido, que quisiese seguirnos en esta campaña y restituirse luego a México». Oída la academia, fue propuesto Suria, que solicitó, y le fue aceptado, un sueldo de 1000 pesos más la pensión de 600 pesos que recibía como grabador de la Casa de Moneda, que se habían de entregar a su esposa, y la conservación de su antigüedad y lugar en el escalafón tras los doce años de servicios en la Casa de Moneda, 200 pesos para gastos de viaje y mesa decente con los oficiales. En febrero de 1791 embarcó en Acapulco en la corbeta Descubierta, con un ejemplar del tratado de pintura de Antonio Palomino, y, al mismo tiempo, inició la redacción de un diario de viaje o cuaderno de viaje con apuntes de cuanto veía, conservado —incompleto— en la Biblioteca de la Universidad de Yale, útil, sobre todo, desde un punto de vista anecdótico y por la descripción de costumbres de los pueblos visitados, no tanto desde un punto de vista científico.

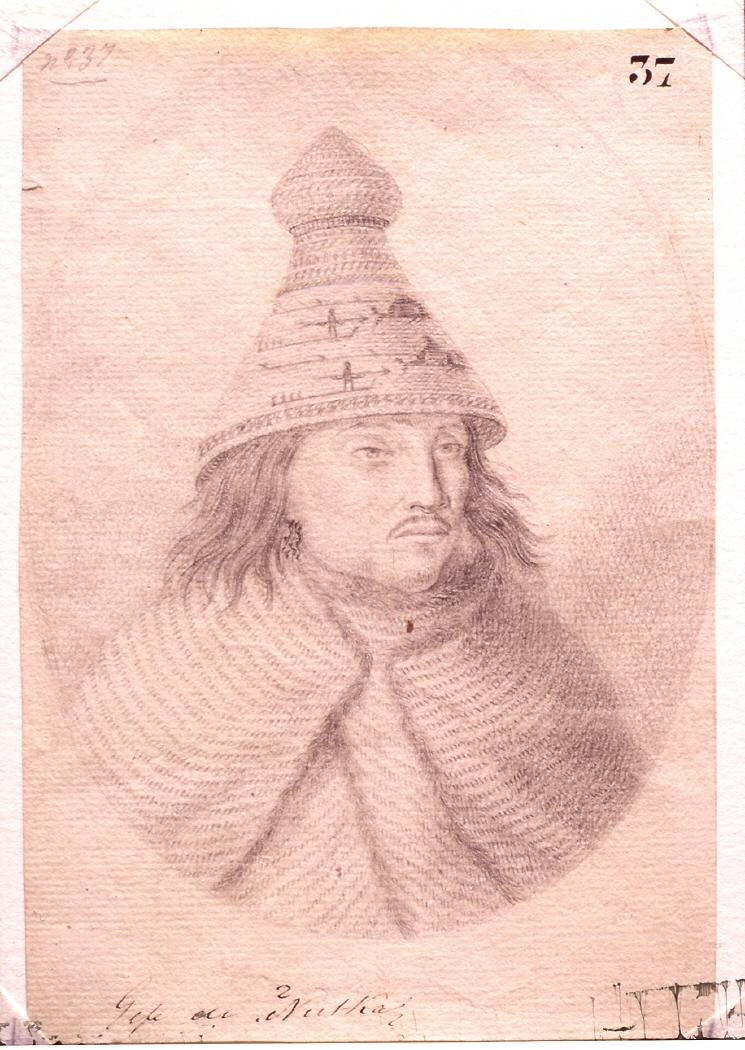
Macuina, jefe Nutca. Dibujo a lápiz sobre papel verjurado. Madrid, Museo de América.

De Acapulco partieron las corbetas el 1 de mayo en dirección noroeste y el 23 de junio alcanzaron Mulgrave en la bahía de Yakutat (Alaska). En su diario Suria describió el aspecto e indumentaria de los tlingit, con los que los expedicionarios tuvieron una relación por lo general amistosa, aunque no exenta de algún incidente, con intercambio de pieles de nutria y salmón fresco por cuentas de cristal, clavos y botones. El 8 de julio prosiguieron viaje hacia el norte hasta alcanzar las islas Montague y Magdalena y la entrada de la ensenada del Príncipe Guillermo, donde Malaspina decidió no pasar más al norte y dirigirse a Santa Cruz de Nutca. Suria hizo dibujos de los bailes con los que fueron recibidos y retrató al cacique secundario Tlupanamibo o Tlupanamabo, según lo llama, que se declaró amigo y protector de los españoles, previniéndoles contra el jefe principal Macuina, del que Suria hizo hasta tres retratos. El 19 de julio este les visitó y permitió que algunas mujeres subieran a las corbetas para ser retratadas por Suria, aunque no sus tres mujeres. Los expedicionarios pudieron ser testigos del rescate de niños de ambos sexos, prisioneros de guerra capturados, según refirió alguno de ellos a los marinos que los libertaban, para servir de alimento a Macuina, pues este practicaría el canibalismo en banquetes mensuales, de lo que Malaspina desconfiaba, teniéndolo por incierto a la vista del carácter amable de los jefes de la nación. Pudiera también tratarse de un malentendido con uno de los ceremoniales organizados por sociedades secretas entre las que destacaba la sociedad caníbal con la dramatización del rapto por un ser sobrenatural previo a la integración en sociedad del novicio. Dos semanas después emprendieron el viaje de regreso y arribaron a Acapulco el 19 de septiembre, donde Suria dejó la expedición. Sus dibujos para el Real Gabinete de Historia Natural, en los que siguió trabajando durante ocho meses, puestos en limpio, fueron enviados a Madrid con intención de que sirviesen de modelo para ser grabados —lo que nunca llegó a ocurrir— y se conservan en su mayor parte en las colecciones de los museos de América y Naval.
En 1798, a la muerte de Jerónimo Antonio Gil, fue ascendido al puesto de grabador mayor de la Casa de Moneda, pero nunca se vio suficientemente recompensado. En febrero de 1826 dirigió un escrito al presidente de la junta de la Academia de San Carlos en la que protestaba porque, habiendo sido uno de sus fundadores, no había recibido ningún reconocimiento por parte de la institución. Recordaba aquí, entre otros méritos, su contribución a la fundación de la academia, a la que ya en 1783 había proporcionado dibujos destinados a la enseñanza, trabajando en horas extra, y que en 1792 había dibujado el retrato de su maestro grabado en Madrid por Fernando Selma por encargo de la academia, que quería así honrar a su fundador.

## Obra

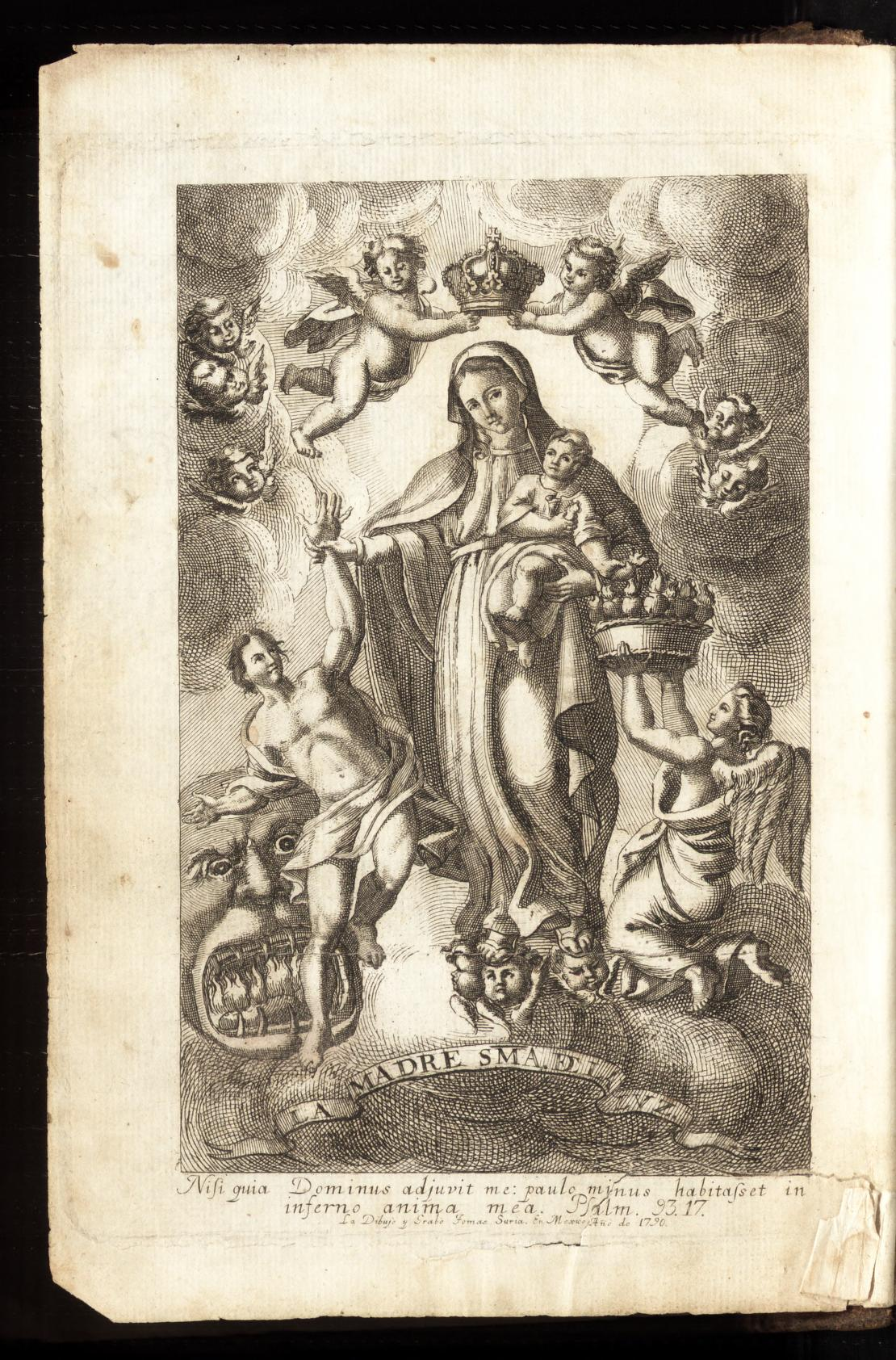
La Madre Santísima de la Luz. Ilustración de Carta apologética a favor del título de madre santísima de la luz: que goza la reyna del cielo María purísima señora nuestra, y de la imagen que con el mismo título se venera en algunos lugares de esta América de José Antonio Alcocer, impresa en México, por Felipe de Zúñiga y Ontiveros, 1790.

De su ocupación principal como grabador, antes de su incorporación a la expedición Malaspina, se conocen el retrato que grabó por dibujo propio del virrey  Matías de Gálvez para ilustrar la relación de las Solemnes exequias redactada por José Patricio Fernández de Uribe, grabado firmado «En México Año de 1785», y la estampa de la Madre Santísima de la Luz para la apología en defensa de la propiedad y ortodoxia de la imagen escrita por José Antonio Alcocer (México, 1790). Propagada por los jesuitas, que en 1756 la declararon protectora de sus misiones, la imagen de la Madre Santísima de la Luz en la forma como una beata visionaria siciliana se la había descrito al padre Juan Antonio Genovese a comienzos de la década de 1730, pronto tropezó con las objeciones de otros teólogos que señalaban la impropiedad de representar a María extrayendo el alma de un condenado de la misma boca del infierno —representado como un Leviatán— contrariando la doctrina católica tradicional que establece la eternidad de las penas del infierno sin posible remisión. La imagen ya había sido prohibida en 1742 por el papa Benedicto XIV y los sucesos en torno a la supresión de la Compañía de Jesús en 1773 avivaron la oposición a la imagen por los detractores de la Compañía, que trató de ser contrarrestada por sus devotos con la eliminación de la figura del alma o la sustitución de la boca del infierno por un monte en llamas, en el que estaría representado el purgatorio. Pero esta solución no era del agrado de los más firmes defensores de la iconografía original, quienes alegaban que había sido la misma Virgen la que había querido ser representada de tal modo, tesis defendida por José Antonio Alcocer en su apología. La estampa de Suria sigue por ello fielmente la iconografía de la imagen original llevada a México por los jesuitas y depositada en la catedral de León de Guanajuato.
Al regresar de la expedición al noroeste dedicó algunos meses a poner en limpio los apuntes y dibujos que se habían de enviar a la corona y retornó a su actividad como grabador y tallador de la Casa de Moneda. Ya de 1792 es el mencionado retrato de Jerónimo Antonio Gil para ser grabado por su yerno Fernando Selma en Madrid. También Selma grabó por dibujo de Suria el retrato de Macuina, de Nutca, para su incorporación al Atlas para el viaje de las goletas Sutil y Mexicana al reconocimiento del Estrecho de Juan de Fuca en 1792 (Madrid, 1802). A partir de ese momento, liberado ya de sus obligaciones como dibujante de la expedición Malaspina, son numerosos los grabados en lámina, tanto retratos (marquesa de Brancaforte) y escudos de armas, como estampas de devoción (serie de la Virgen de Guadalupe, 1797, San Felipe de Jesús, 1799, San Antonio de Padua, 1801).
Como grabador en hueco firmó la medalla del homenaje a Fernando VII promovido por el novohispano Carlos María de Bustamante en 1808, de la que existen piezas en oro, bronce dorado, plata y plata dorada en el Museo Arqueológico Nacional, el Lázaro Galdiano y el Museo del Prado, la de la instalación de la Junta Central de España e Indias en septiembre de 1808, medalla ideada y promovida por «un americano amigo del orden», y la encargada por el virrey arzobispo Francisco Javier de Lizana para conmemorar la concordia entre España e Inglaterra (1810, Museo del Prado).